# Ловен сезон
„Ловен сезон“ (на английски: Open Season) е американска компютърна анимация от 2006 г. на режисьорите Роджър Алърс и Джил Кълтън, по сценарий на Стив Бенчич, Рон Дж. Фрийдман и Нат Маулдин. Озвучаващия състав се състои от Мартин Лорънс, Аштън Къчър, Гари Сънийс, Дебра Месинг, Били Конъли, Джон Фавро, Джорджия Енгъл, Джейн Краковски, Гордън Тутусис и Патрик Уорбъртън.
„Ловен сезон“ е продуциран от „Сони Пикчърс Анимейшън“ като дебютния си филм, и е пуснат по кината от „Кълъмбия Пикчърс“ чрез „Сони Пикчърс Релийзинг“ на 29 септември 2006 г., който също е пуснат във IMAX формат. Видеоигра за филма е пусната за множество платформи.
Освен че получава смесени отзиви от критиката, филмът е позивитно посрещан от публиката и беше успех във боксофиса, който печели 200.8 млн. долара при бюджет от 85 млн. долара и е последван от три продължения, които са издадени директно на видео – „Ловен сезон 2“ (2008), „Ловен сезон 3“ (2009) и „Ловен сезон: Страшен глупак“ (2017).

## Актьорски състав
- Мартин Лорънс – Буг
- Ащън Къчър – Елиът
- Гари Сънийс – Шоу
- Дебра Месинг – Рейнджър Бет
- Били Конъли – Макскуизи
- Джон Фавро – Райли
- Джорджия Енгъл – Боби
- Джейн Краковски – Жизел
- Гордън Тутусис – Горди
- Патрик Уорбъртън – Иън
- Коуди Камерън – Мистър Уийни
- Дани Ман – Серж
- Мади Тейлър – Дени
- Ника Фътърман – Роузи
- Мишел Мърдока – Мария
- Фергал Райли – О'Тул

## В България
В България филмът е пуснат по кината на 10 ноември 2006 г. от „Александра Филмс“.
На 26 март 2007 г. е издаден на DVD от „Прооптики България“.
През 2008 г. е излъчен за първи път по HBO.
На 16 януари 2009 г. отново е пуснат по кината във формат IMAX 3D.
На 28 април 2012 г. е излъчен премиерно по bTV в събота от 13:00 ч.
На 29 юни 2019 г. се излъчва и по каналите на „БТВ Медиа Груп“.
На 15 януари 2024 г. се излъчва по каналите на „Стар Лайф“.

### Дублажи

#### Синхронен дублаж
| Роля          | Изпълнител                        |
| ------------- | --------------------------------- |
| Буг           | Ненчо Балабанов                   |
| Елиът         | Тодор Николов                     |
| Шоу           | Стефан Сърчаджиев                 |
| Бет           | Здрава Каменова                   |
| Макскуизи     | Калин Арсов                       |
| Рейли         | Петър Върбанов                    |
| Иън           | Георги Иванов                     |
| Горди         | Пламен Сираков                    |
| Мистър Уини   | Георги Спасов                     |
| Бъди          | Мариан Бачев                      |
| Серж          | Кирил Бояджиев                    |
| Роузи         | Василка Сугарева                  |
| Други гласове | Анатолий Божинов Светлана Смолева |

#### Войсоувър дублажи
| Озвучаващи артисти  | Ева Демирева Златина Тасева Николай Пърлев Цанко Тасев Христо Бонин |
| Преводач            | Силвия Вълкова                                                      |
| Тонрежисьор         | Ламбрини Николова                                                   |
| Режисьор на дублажа | Поля Цветкова-Георгиу                                               |

| Озвучаващи артисти  | Симона Стоянова Цветослава Симеонова Георги Стоянов Мартин Герасков Светломир Радев |
| Преводач            | Невена Генчева                                                                      |
| Тонрежисьор         | Александър Тодоров                                                                  |
| Режисьор на дублажа | Мария Ангелова                                                                      |

| Озвучаващи артисти  | Евгения Ангелова Константин Лунгов Христо Узунов Живко Джуранов Явор Караиванов |
| Преводач            | Димана Воденичарска                                                             |
| Тонрежисьор         | Марио Иванов                                                                    |
| Режисьор на дублажа | Анна Тодорова                                                                   |